# 8485 Satoru
8485 Satoru è un asteroide della fascia principale. Scoperto nel 1989, presenta un'orbita caratterizzata da un semiasse maggiore pari a 2,7540019 au e da un'eccentricità di 0,1607061, inclinata di 8,98449° rispetto all'eclittica.
L'asteroide è dedicato a Satoru Honda, moglie dell'astronomo giapponese Minoru Honda, che quando l'inquinamento luminoso afflisse l'osservatorio del marito, spese l'indennità di pensionamento per comprare un nuovo sito in montagna..